# Vendetta (film, 2022)
Pour les articles homonymes, voir Vendetta (homonymie).
Pour plus de détails, voir Fiche technique et Distribution.
Vendetta est un thriller d'action américain écrit et réalisé par Jared Cohn et sorti en 2022. Il met en vedette Clive Standen, Theo Rossi, Mike Tyson, Thomas Jane et Bruce Willis,.
Le film est sorti dans un nombre limité de salles et sur des plateformes de vidéo à la demande le 17 mai 2022 par Redbox Entertainment.

## Synopsis
Dans une banlieue de Géorgie, William Duncan, un père de famille et ancien marine, va dîner avec sa fille de 16 ans, Kat, une joueuse de softball qui rêve de devenir joueuse professionnelle. Alors que William va chercher la nourriture, il laisse Kat dans la voiture, où elle est tuée par les deux frères Rory et Danny, au nom de leur père, Donnie. Ils sont bientôt arrêtés par les autorités, mais William fait échouer la procédure, permettant ainsi à Danny d’être remis en liberté. William a choisi de traquer et de tuer Danny la nuit suivante. Furieux, Donnie et Rory se lancent dans la voie de la vengeance pour éliminer William. Ils échouent dans leur mission, et William finit par tuer Rory et Donnie.

## Distribution
- Clive Standen (VF : Boris Rehlinger) : William Duncan[3]
- Theo Rossi (VF : Anatole de Bodinat) : Rory Fetter
- Mike Tyson : Roach
- Thomas Jane (VF : Bernard Gabay) : Dante
- Bruce Willis (VF : Stefan Godin) : Donnie Fetter
- Kurt Yue (VF : Vincent Ropion) : l'inspecteur Chen
- Lauren Buglioli : Jen Duncan
- Maddie Nichols : Kat Duncan
- Derek Russo : Zach
- Jackie Moore (VF : Emmanuelle Bodin) : Luna
- Caia Coley : l'infirmière Pam

 Source et légende : version française (VF) sur RS Doublage

## Production
Le tournage s’est terminé en septembre 2021,
Vendetta est l’un des derniers films mettant en vedette Bruce Willis, qui a pris sa retraite d’acteur parce qu’on lui a diagnostiqué une aphasie.

## Sortie et accueil

### Distribution et dates de sortie
En septembre 2021, il est annoncé que Redbox Entertainment avait acquis les droits de distribution américains du film,.
Vendetta est sorti dans un nombre limité de salles de cinéma et sur des plateformes de vidéo à la demande le 17 mai 2022 par Redbox Entertainment,.

### Accueil critique
Rene Rodriguez de Variety a donné une critique négative, disant que « le nombre de corps commence à augmenter. Il en va de même pour les invraisemblances, ainsi que l’ennui. » Brian Costello de Common Sense Media a également donné une critique négative, disant « quand la performance la plus sérieuse et la plus convaincante dans un film est rendue par Mike Tyson, vous savez que vous avez des ennuis ».
Vendetta recueille un score d’audience de 9% sur Rotten Tomatoes.

### Box-office
Au 24 août 2022, Vendetta a rapporté 169 260 $ aux Émirats arabes unis et en Russie.